# Eunoe spinicirris
Eunoe spinicirris är en ringmaskart som beskrevs av Annenkova 1937. Eunoe spinicirris ingår i släktet Eunoe och familjen Polynoidae. Inga underarter finns listade i Catalogue of Life.